# Saitō Gesshin

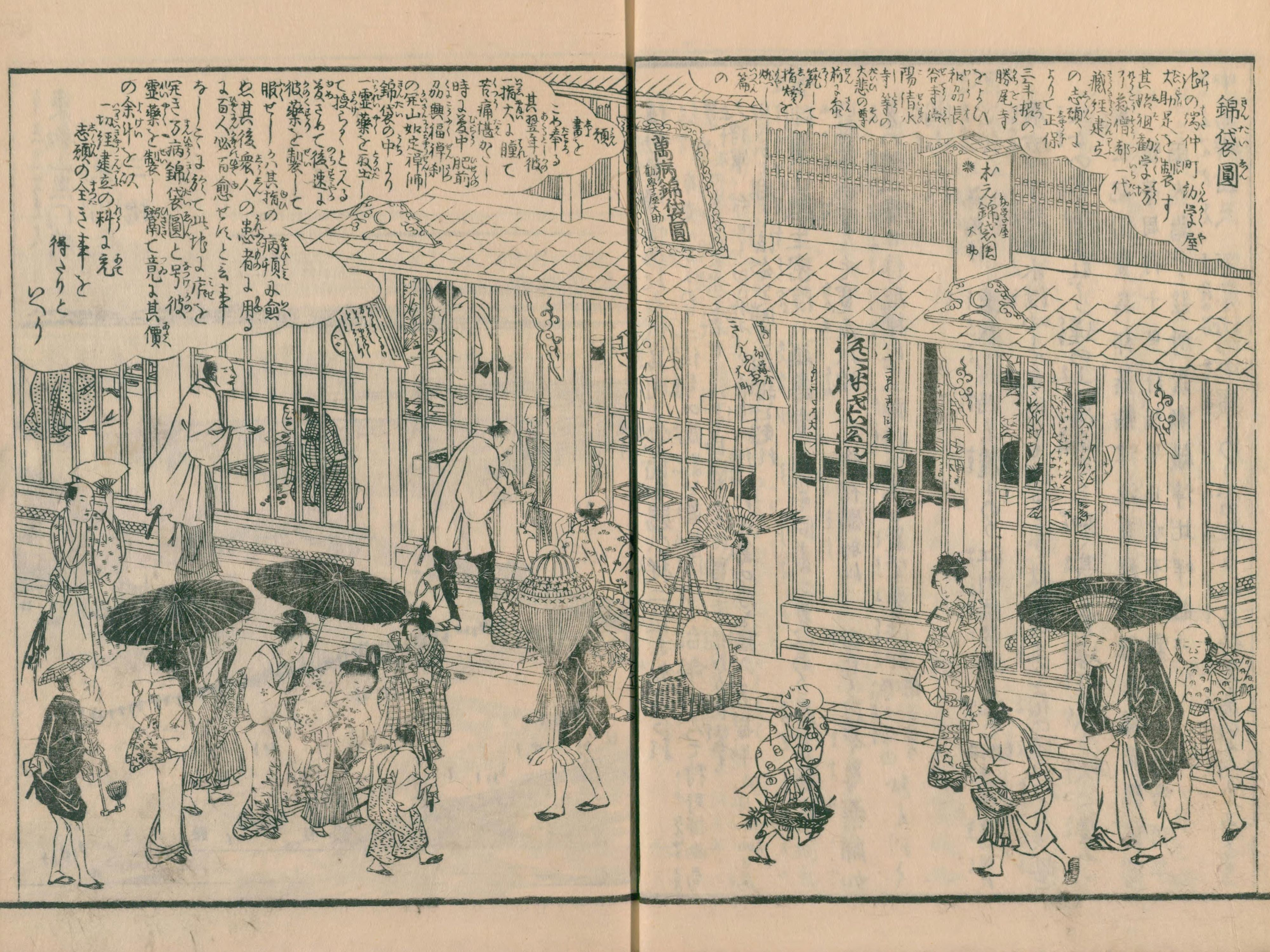
Seiten aus „Edo Meisho Zue“

Saitō Gesshin (japanisch 斎藤 月岑; geboren 1804 in Edo (Provinz Musashi); gestorben 6. März 1878 in Tokio) war ein japanischer Schriftsteller am Ende der Edo- und zu Beginn der Meiji-Zeit.

## Leben und Wirken
Saitō Gesshin war der vierte Sohn von Saitō Yukitaka (斎藤 幸孝; 1772–1818). Er wurde gewöhnlich Ichizaemon (市左衛門) oder Yukinari (幸成) gerufen. Als Go benutzte er Shōtōken (松濤軒), Tekisō (翟巣) oder Haku’undō (白雲堂). Die Familie Saitō leitet sich von Saitō Tatsumoto (斎藤 龍基) ab, einem Grundbesitzer in der Provinz Mino (heute Präfektur Gifu). Über Generationen hinweg überwachte sie den Kanda-Gemüsemarkt in Edo und war für die Lieferung von Gemüse verantwortlich.
Auf Wunsch seines Großvaters Yukio (幸雄) und seines Vaters Yukitaka überarbeitete Saitō die große Manuskript-Sammlung „Edo Meisho Zue“ (江戸名所図会) – „Berühmte Ansichten von Edo“ der Familie, ergänzte sie und veröffentlichte im Januar 1834 die ersten 10 Bände von 20 Bänden. Im Januar 1836 wurden die 10 Fortsetzungen veröffentlicht. Illustriert wurden die Bände von Hasegawa Settan und Hasegawa Settei (長谷川 雪堤; 1813–1882). So hat Saitō die große Leistung der drei Generationen der Familie Saitō zum guten Ende gebracht.
Weitere Veröffentlichungen Saitōa sind „Tōto Saijiki“ (東都歳事記) – etwa „Jährlicher Berichte zu Tokio“, fünf Bände, „Seikyoku ruisan“ (声曲類纂) – „Sammlung von Liedern“, sechs Bände und „Bukō nempyō“ (武江年表) – „Berichte zu Edo in der Provinz Musashi“, zwölf Bände.
Saitōs Grab befindet sich im Tempel Hōzen-ji (法善寺) in Stadtteil Asakusa von Tokio.